# Xanthos
Xanthos (lykiska: Arñna, grekiska: Ξάνθος) var namnet på en stad i Lykien, platsen för dagens Kınık, Turkiet. I tidiga källor används "Xanthos" synonymt med Lykien som helhet.
Platsen är ett världsarv sedan 1988.

## Staden

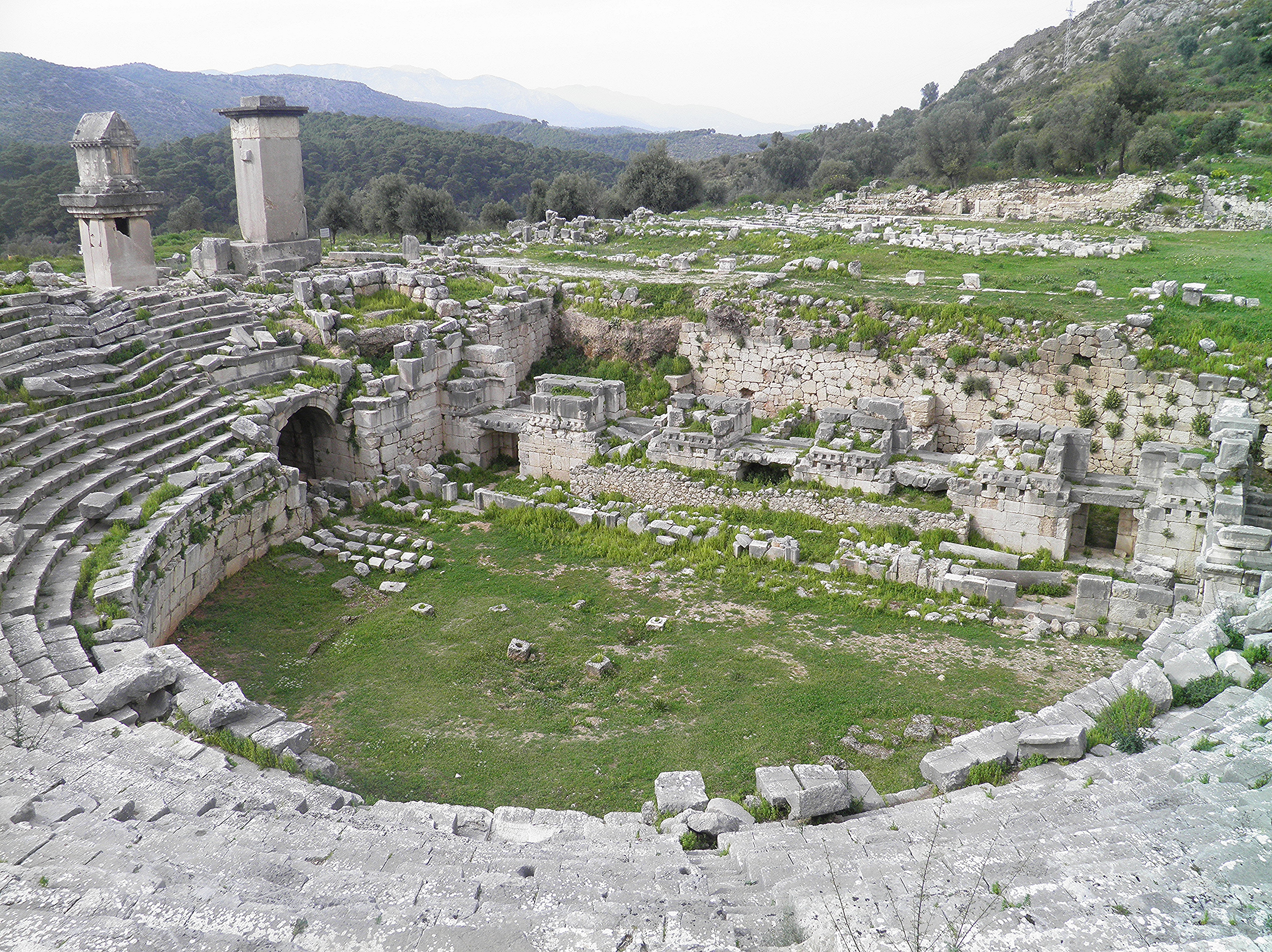
Ruinerna i Xanthos

Xanthos är den grekiska benämningen på staden Arñna, av lykiskt ursprung. Det hettitiska och luviska namnet var Arinna. Romarna kallade staden Xanthus, eftersom alla de grekiska -ossuffixen blev -us på latin. Xanthos var ett lykiskt centrum för handel och senare handelscentrum för perser, makedonier, greker och romare som efter varandra erövrade staden och ockuperade det omkringliggande territoriet.
På 590-talet f.Kr erövrade Xanthos den närbelägna staden Telmessos och inkorporerade detta i Lykien.
Xanthos nämns ett antal gånger av antikens grekiska och romerska författare. Strabon beskriver Xanthos som den största staden i Lykien. Både Herodotos och Appianos beskriver Harpagos erövring av staden på uppdrag av det persiska riket omkring 540 f.Kr.
Enligt Herodotos mötte och besegrade perserna en liten lykisk armé på fälten norr om staden. Efter sammandrabbningen retirerade lykierna in i staden som sedan belägrades av Hapargos. Lykierna sägs sedan ha förstört sin egen stads akropolis och dödat sina fruar, barn och slavar, och därefter gått till självmordsattack mot de överlägsna persiska trupperna. Genom detta utplånades hela Xanthos befolkning med undantag för 80 familjer som inte var där under slaget.
Under den persiska ockupationen installerades ett nytt ledarskap i staden, som 520 f.Kr. präglade sina egna mynt. 516 f.Kr. inkluderades Xanthos i Darius I första grekiska prefektur i tributlistan. Xanthos lycka bands till Lykiens då Lykien bytte sida under de persiska krigen. Arkeologiska utgrävningar visar att Xanthos förstördes omkring 475 f.Kr.-470 f.Kr., men det är oklart om det var av atenska Kimon eller av perser. Då det inte finns någon referens till denna förstörelse i vare sig persiska eller grekiska källor anser en del skolastiker att förstörelsen berodde på naturliga eller olyckliga omständigheter.
Rapporter vad gäller stadens kapitulation till Alexander den store varierar: Arrianos rapporterar en fredfull övergång, men Appianos hävdar att staden plundrades. Efter Alexanders död avlöstes kontrollen över staden av hans rivaliserande arvtagare; Diodoros noterar att Xanthos intogs av Ptolemaios I Soter efter att ha varit i Antigonos I Monofthalmos händer. Appianos, Dio Cassius och Plutarchos skriver alla att staden åter förstördes av Brutus under inbördeskriget i romerska republiken omkring 42 f.Kr., men Appianos noterar att staden återuppbyggdes under Marcus Antonius. Lämningar av en romersk amfiteater finns kvar på platsen. Marinos skriver att det fanns en grammatikskola i Xanthos under senantiken.
Arkeologiska utgrävningar vid Xanthos har gett många texter i lykiska och grekiska inklusive flera tvåspråkiga som är användbara i dechiffreringen av lykiska.

## Floden Xanthos
Strabon berättar att det ursprungliga namnet på floden var Sibros eller Sirbis. Under den persiska invasionen kallades floden Sirbe vilket betyder "gul", precis som det grekiska ordet "xanthos". Floden har vanligtvis en gul ton på grund av alluvialbildningen i dalgångens jord. Idag blickar Xanthos ut över den moderna turkiska byn Kınık.
En grekisk legend säger att floden skapades genom Letos födelsesmärtor, vars tempel ligger på flodens västra sida, i Letoon, ett par kilometer söder om Xanthos.

## Xanthos i Iliaden
Xanthos är namnet på flodguden (känd som Skamandros för dödliga) som försöker dränka Achilles i Iliadens 21:a sång.
Namnet är även ett av Achilles halvgudliga hästars namn.